# Jim Marsalis
Jim Marsalis é um ex-jogador profissional de futebol americano estadunidense.

## Carreira
Jim Marsalis foi campeão da Super Bowl IV jogando pelo Kansas City Chiefs.